# Bánhidy Béla
Simándi báró Bánhidy Béla Antal Imre (Makó, 1836. február 17. – Arad, 1890. június 18.) magyar országgyűlési képviselő, újságíró.

## Élete
Bánhidy Albert báró, Csanád vármegye képviselője fia volt. 16 éves korában (1852) félbeszakította iskolai tanulmányait és katona lett. Részt vett az 1859. évi olasz hadjáratban, mint az 58. gyalogezred főhadnagya; de a hadjárat befejeztével otthagyta a katonaságot és birtokára vonult Arad vármegyébe.
1865-ben főjegyző lett ugyanott. 1875-ben mint a kisjenői kerület képviselője jelent meg a képviselőházban. Bosznia megszállása után több társával együtt kilépett a Szabadelvű Pártból és megalakította a Független Szabadelvű Pártot, melynek vezére lett. Később a Független Szabadelvű Párt fúzióra lépett a Jobboldali Ellenzékkel s létrehozta a Mérsékelt Ellenzéket, melynek elnöke is volt. Már a következő választásokon elvesztette mandátumát, de a politikában még részt vett a budapesti lapokba írt cikkeivel. Tagja volt a magyar-francia biztosítótársaság igazgatóságának s később egészen az üzleti és gazdasági élet foglalta el. Később Aradra költözött és a Riunione Adriatica di Sicurtà biztosítótársaság főügynökségének volt vezetője; ezenkívül egyik elnöke volt a Tiszavölgyi Társulatnak, s elnöke volt a Csongrád-balparti Ármentesítő Társulatnak.

### Családja
Feleségül vette földeáki Návay Irmát (1841–1894), aki két gyermeket szült neki:
- István (1863–1891) császári és királyi huszárhadnagy
- Mária (1865–1892); férje: gróf Bolza Géza (1857–1936)

## Művei
- Politikai, társadalmi s közgazdasági cikkeket írt a fővárosi napilapokon kívül az aradi Alföldbe, melynek 1866-tól haláláig rendes munkatársa volt.
- Írt még sportcikkeket a Vadász- és Versenylapba is (1862–1863)

Szerkesztette az Alföldet 1868. október 1-jétől 1869. április 16-áig.